# Hemirhipus
Hemirhipus is een geslacht van kevers uit de familie  
kniptorren (Elateridae).
Het geslacht is voor het eerst wetenschappelijk beschreven in 1827 door Berthold.

## Soorten
Het geslacht omvat de volgende soorten:
- Hemirhipus intermedius (Golbach, 1976)
- Hemirhipus lineatus (Olivier, 1790)